# 宝琳·格拉博施

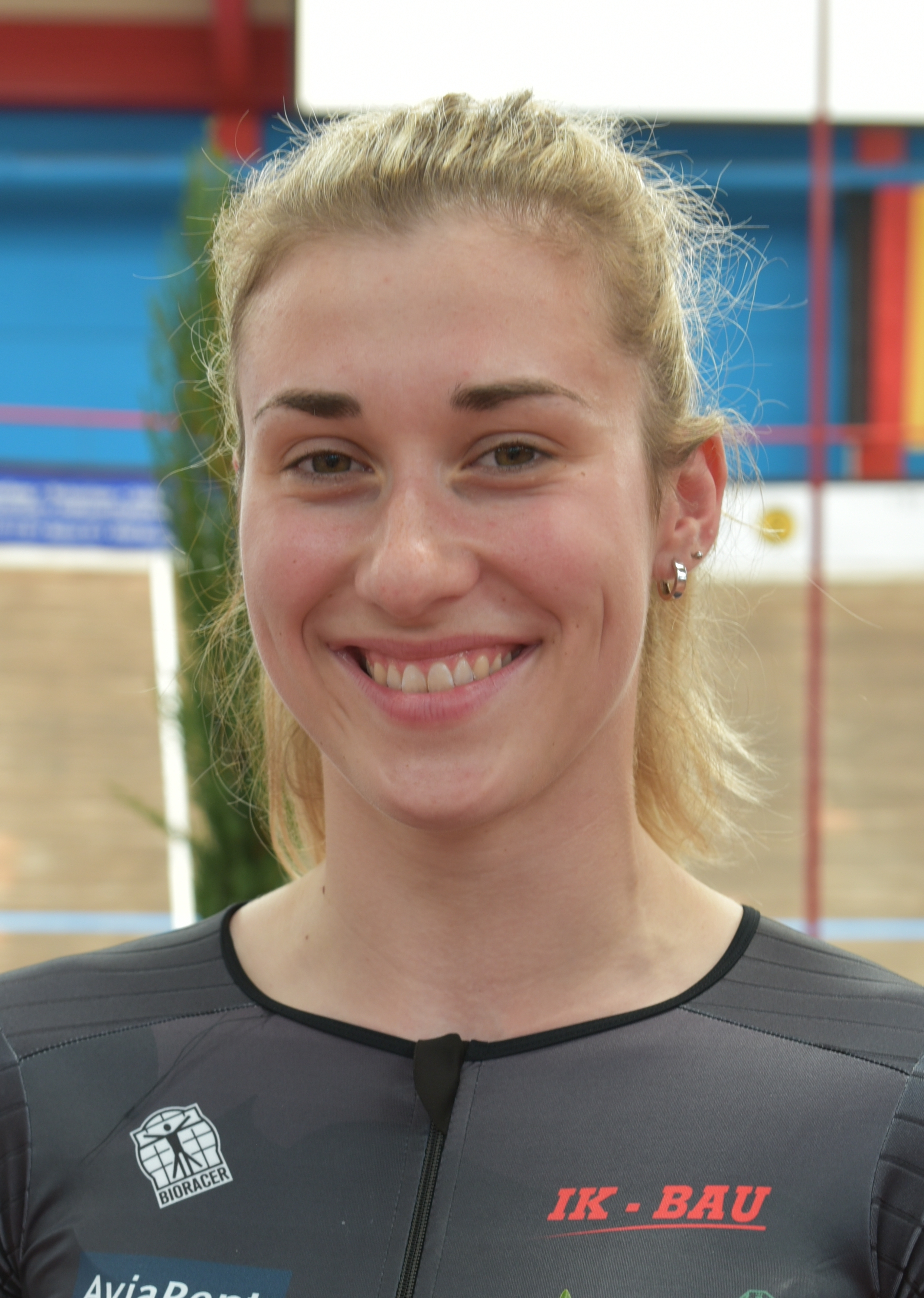
宝琳·索菲·格拉博施

宝琳·索菲·格拉博施（德語：Pauline Sophie Grabosch，1998年1月14日—）是一名德国女子场地自行车运动员。她曾在2018年世界場地自由車錦標賽上获得女子团体竞速赛的金牌和女子个人竞速赛的铜牌。